# 烏利亞尼夫卡 (克拉斯諾赫拉德區)
49°21′54″N 35°30′35″E / 49.36500°N 35.50972°E
烏利亞尼夫卡（烏克蘭語：Улянівка）是位於烏克蘭東部的村莊，由哈爾科夫州别列斯京区的納塔利內市鎮負責管轄。該村始建於1926年，面積1.31平方公里，海拔高度94米，2001年人口310，人口密度每平方公里236.8人。